# Резник, Александр Маркович
Александр Маркович Резник (род. 1932) — учёный-химик, заслуженный деятель науки Российской Федерации (2002), лауреат премии имени Л. А. Чугаева (1997).

## Биография
В 1955 году — закончил МИТХТ имени М. В. Ломоносова, специальность «Технология тонких неорганических продуктов».
В 1981 году — защитил докторскую диссертацию.
В 1985 году — присвоено учёное звание профессора.
В МИТХТ читает курсы лекций:
- Химия и технология редких элементов
- Спецглавы технологии редких элементов

## Область научных интересов
Химическая технология редких и рассеянных элементов, гидрометаллургия, процессы экстракционного извлечения, концентрирования и очистки редких и рассеянных элементов и цветных металлов.
Автор всего 552 работ, в том числе: 2 учебника, задачник по курсу физико-химического анализа −1, 3 монографии и 12 монографических обзора, учебно-методических пособий −14, статей в центральных журналах — 235, авторских свидетельств и патентов −78, докладов на международных, всесоюзных и Российских конференциях −138.
Под его руководством защищено 31 кандидатская и 4 докторские диссертации.

## Награды
- Премия имени Л. А. Чугаева (за 1997 год, совместно с В. И. Букиным, Д. В. Дроботом) — за цикл работ «Координационная химия редких элементов с органическими лигандами»
- Заслуженный деятель науки Российской Федерации (2002)
- Почетный профессор МИТХТ